# Norsjö (đô thị)
Đô thị Norsjö (Norsjö kommun) là một đô thị ở hạt Västerbotten, phía bắc Thụy Điển. Thủ phủ là Norsjö với 2.000 dân.
Năm 1974 Norsjö và Malå được hợp nhất tạo thành đô thị Norsjö mới. Năm 1983, đô thị Malå (đô thị)Mala đã được tái lập với biên giới như trước năm 1974.